# 翠微山
翠微山，旧称平坡山，位于北京市石景山区，是北京西山南麓的一座小山。该山和觉山（俗称“虎头山”）、卢师山并称“三山”。

## 简介
明朝《顺天府志》称：“觉山与北之平坡、东之卢师三山相咫尺，鼎足然。”可知明朝初年，西为觉山，北为平坡山，东为卢师山。《御制大圆通寺碑》称，洪熙元年（1425年），明仁宗敕令重修平坡山的平坡寺，并赐名“大圆通寺”（今称香界寺），并且改平坡山为“翠微山”。清朝《日下旧闻考》也有相关记载。龚自珍《说京师翠微山》称：翠微山“最高处曰宝珠洞，山址曰三山庵。”
翠微山上自南向北分布着八大处的三处三山庵、四处大悲寺、五处龙王堂、六处香界寺、七处宝珠洞。
有的现代文献将翠微山同觉山、卢师山混为一谈。